# L'Ulivo
L'Ulivo è stata un'alleanza elettorale del centro-sinistra italiano. Essa ha costituito:
- dal 1995 al 2004, lo schieramento dei diversi partiti politici del centro-sinistra, sotto le cui insegne essi si sono presentati, al Senato e nella quota maggioritaria della Camera, in occasione delle elezioni politiche del 1996 e del 2001;
- il soggetto unitario presentatosi alla Camera alle elezioni politiche del 2006 e formato da Democratici di Sinistra e La Margherita, i quali già avevano costituito, alle europee del 2004 e alle regionali del 2005, la lista elettorale denominata Uniti nell'Ulivo, cui avevano altresì aderito i Socialisti Democratici Italiani e il Movimento Repubblicani Europei.

Sorto per iniziativa di Romano Prodi come sintesi tra le esperienze dei Progressisti e quelle del centrista Patto per l'Italia, L'Ulivo ha rappresentato il raggruppamento di forze riformiste riunito attorno a tre sostanziali idee-cardine: la cultura socialista-socialdemocratica, quella cattolico-democratica e quella liberal democratica, cui seguivano un convinto impegno ambientalista ed europeista. Il raggruppamento ulivista è stato al governo negli anni 1996-2001 (governi: Prodi I, D'Alema I, D'Alema II e Amato II) e 2006-2008 (governo Prodi II). Ha inoltre dato l'appoggio esterno al governo Dini (1995-1996).
Sulla "radice" dell'Ulivo è sorto il 14 ottobre 2007 il Partito Democratico, che ha deciso di conservare nel proprio simbolo il ramoscello d'ulivo utilizzato già dal 1996. Con le primarie del Partito Democratico del 14 ottobre 2007, l'esperienza politica dell'Ulivo trova la sua conclusione.

## Storia
(Romano Prodi, 6 marzo 1995)
Con il nome di L'Ulivo si identifica, dal 1995 al 2004, l'insieme dei partiti della coalizione di centro-sinistra, presentatasi alle elezioni politiche del 1996 e del 2001; rispettivamente con i simboli di "L'Ulivo - alleanza per il Governo" e "L'Ulivo con Rutelli - insieme per l'Italia".

### Nascita

Lamberto Dini (a sinistra), Romano Prodi (al centro) e Massimo D'Alema (a destra)

La politica italiana, in seguito alla scomparsa dei principali partiti di riferimento che ne avevano segnato la storia repubblicana, come la Democrazia Cristiana, il Partito Comunista Italiano e il Partito Socialista Italiano, volge ormai verso la prospettiva del bipolarismo, dopo l'esperienza delle elezioni politiche del 1994, in cui aveva prevalso la coalizione guidata da Silvio Berlusconi, andata in crisi dopo pochi mesi.
A tale alleanza di centro-destra si opponevano una coalizione centrista Patto per l'Italia (PPI-Segni-PSDI-PRI) ed una di sinistra Alleanza dei Progressisti (PDS-PRC-PSI-Verdi-RS-CS-AD).
In seguito alla sconfitta del '94 tra i partiti della sinistra riformista e le forze del centro italiano, si svilupparono rapporti di consultazione politica. Dopo la caduta del Governo Berlusconi I nel dicembre 1994 tuttavia, l'Italia fu per un anno governata da una squadra di tecnici guidati da Lamberto Dini, che ebbe il sostegno di un'inedita maggioranza di centro-sinistra formata da Progressisti (meno Rifondazione Comunista), PPI e Lega Nord. La fine del Governo Dini nel 1996 portò dunque a nuove elezioni, nelle quali lo stesso Dini si presentò con un suo partito di natura moderata e centrista: Rinnovamento Italiano, che scelse di entrare subito nel costituendo schieramento di centro-sinistra.
Dall'unione della maggior parte delle forze di centro (esclusi solo i settori centristi di Forza Italia ed il CCD-CDU) e le forze della sinistra riformista, nacque una nuova coalizione di centro-sinistra. Questa era così formata da partiti moderato-riformisti di centro e centrosinistra (PPI, RI, AD, La Rete, PSI) alleati con partiti collocati nell'ambito della sinistra moderata e democratica (Rinascita Socialista, Verdi, Cristiano Sociali, PDS): era così nata la coalizione de L'Ulivo. Tale coalizione riconobbe come proprio leader l'ex Presidente dell'IRI ed ex Ministro dell'Industria Romano Prodi, economista da sempre vicino ai settori riformisti e "morotei" della Democrazia Cristiana e perciò ben visto tanto dai settori centristi quanto da quelli di sinistra dello schieramento.
Questi dunque, come leader del centro-sinistra italiano siglò accordi di desistenza con il principale partito dell'area della sinistra radicale, PRC (che comunque rimaneva fuori dall'alleanza) e portò la sua coalizione alla vittoria nelle elezioni politiche del 1996.
Alle elezioni politiche del 1996 infatti, in alcune circoscrizioni, il Partito della Rifondazione Comunista presentò candidati con il simbolo dei Progressisti e con l'appoggio esterno dei partiti dell'Ulivo, in base a reciproci accordi di desistenza.
Così per la prima volta in Italia si creava un unico blocco che oltre ai tradizionali eredi delle culture socialista, socialdemocratica, cattolico-popolare e liberale, coinvolgeva anche i post-comunisti e gli ambientalisti.
Partiti e movimenti fondatori della coalizione erano:
- Partito Democratico della Sinistra (PDS) (fino al 1998), nato dalla "svolta della Bolognina" del PCI (guidato da Massimo D'Alema);
- Movimento per l'Ulivo (fino al 1999) o Comitati Prodi;
- Partito Popolare Italiano (PPI) (fino al 2002), nato dal rinnovamento della DC (guidato da Gerardo Bianco);
- Socialisti Italiani (fino al 1998) di Enrico Boselli eredi del PSI;
- Patto Segni (fino al 1996) di Mario Segni;
- Alleanza Democratica (AD) (fino al 1996) di Willer Bordon;
- Federazione dei Verdi (guidata da Carlo Ripa di Meana);
- La Rete (fino al 1999) di Leoluca Orlando;
- Partito Repubblicano Italiano (PRI) (fino al 2001) di Giorgio La Malfa;
- Federazione dei Liberali di Valerio Zanone;
- Federazione Laburista (fino al 1998) di Valdo Spini;
- Movimento dei Comunisti Unitari (fino al 1998) di Famiano Crucianelli;
- Cristiano Sociali (fino al 1998) di Pierre Carniti.

In seguito, faranno parte dell'Ulivo anche:
- Rinnovamento Italiano (RI) (dal 1996 al 2002), il movimento guidato dal Presidente del Consiglio uscente Lamberto Dini;
- I Democratici (dal 1999 al 2002), movimento fondato dallo stesso Prodi nel 1999, erede diretto dei Comitati Prodi e del Movimento per l'Ulivo;
- l'UDEUR (dal 1999) di Clemente Mastella;
- Partito dei Comunisti Italiani (PdCI) (dal 1998), guidato da Armando Cossutta e Oliviero Diliberto (nato nel 1998);
- Movimento Repubblicani Europei (MRE) (dal 2001) di Luciana Sbarbati, dopo il passaggio al centrodestra del PRI di Giorgio La Malfa.

Le evoluzioni di partiti già esistenti:
- il PDS diventerà Democratici di Sinistra (DS) (dal 1998) con l'adesione di movimenti laburisti e cristiano-sociali;
- i Socialisti Italiani costituiranno i Socialisti Democratici Italiani (SDI) (dal 1998);
- il PPI insieme a Rinnovamento Italiano e ai Democratici costituirà Democrazia è Libertà - La Margherita (DL) (dal 2002).

Partecipano stabilmente, in molte competizioni elettorali, anche partiti regionalisti come:
- Partito Sardo d'Azione;
- Südtiroler Volkspartei;
- Union Valdôtaine;
- Lega Autonomia Veneta.

### L'Ulivo al governo
Nel 1996 la coalizione dell'Ulivo vince le elezioni politiche, prevalendo sul Polo per le Libertà di Silvio Berlusconi, conseguendo un'ampia maggioranza al Senato ma senza riuscire a raggiungerla alla Camera dei deputati, dove necessita dell'appoggio di Rifondazione Comunista (altro partito nato dalla scissione del PCI), con cui aveva stabilito accordi pre-elettorali, denominati "patti di desistenza". Questo provocherà problemi e rallentamenti nei progetti della coalizione, con in particolare la caduta del Governo Prodi I, nell'ottobre 1998.
| Governo            | Periodo                            |
| ------------------ | ---------------------------------- |
| Governo Prodi I    | 17 maggio 1996 - 21 ottobre 1998   |
| Governo D'Alema I  | 21 ottobre 1998 - 22 dicembre 1999 |
| Governo D'Alema II | 22 dicembre 1999 - 26 aprile 2000  |
| Governo Amato II   | 26 aprile 2000 - 11 giugno 2001    |

I cinque anni di governo della coalizione ulivista (dal 1996 al 2001) portano, tra l'altro, all'approvazione di leggi di snellimento burocratico, di liberalizzazione economica, di acquisizione di diritti, di miglioramento economico generale, importanti per lo sviluppo dell'Italia che con il Governo Prodi I ha consolidato la propria appartenenza all'Unione europea in coincidenza con l'avvento dell'euro.
Tuttavia nel quinquennio, pur dotato di una certa continuità esecutiva, si possono riconoscere tratti distintivi individuabili nei tre differenti capi del governo che si succedettero. Con Romano Prodi, l'Ulivo al governo si occupò di rilanciare il Paese con un programma riformista, europeista, in concertazione con le forze sindacali. La sua attività si estende per quasi due anni e mezzo, entrando, all'epoca, al secondo posto, nella storia della Repubblica, per durata di un esecutivo (superando il governo Moro del 1966). Con Massimo D'Alema vi fu un periodo caratterizzato da un iniziale rilassamento dopo la corsa per il rispetto dei Maastricht (in questo momento e per i successivi cinque anni, il leader e promotore dell'Ulivo, Romano Prodi, ha l'incarico di svolgere le mansioni di Presidente della Commissione Europea). Termina dopo la sconfitta elettorale nelle elezioni regionali del 2000, di cui D'Alema si assume la responsabilità e si dimette. Sotto Giuliano Amato, per un anno, con ormai un consolidato risanamento economico alle spalle ci fu il tentativo di recuperare negli aspetti più duri ad evolversi nell'economia italiana, come l'occupazione.

### Caduta del Governo Prodi I nel 1998
Quando la direzione di Rifondazione Comunista decise di ritirare l'appoggio esterno al Governo Prodi I, i parlamentari eletti si divisero: il presidente del partito, Armando Cossutta, raccolse i favorevoli al proseguimento dell'esperienza di governo, facendo partire una scissione da Rifondazione che portò alla nascita del nuovo Partito dei Comunisti Italiani. Tuttavia questa mossa non fu sufficiente, e per un solo voto il governo venne sfiduciato, con il voto determinante di Silvio Liotta  di Rinnovamento Italiano.
Prodi fu costretto alle dimissioni e il Presidente della Repubblica, Oscar Luigi Scalfaro, avviò le consultazioni per l'incarico ad un nuovo premier: per evitare nuove elezioni e consentire un nuovo governo di centrosinistra, venne costituito un nuovo gruppo parlamentare di esponenti di centro, l'Unione Democratica per la Repubblica (UDR), guidato da Francesco Cossiga e Clemente Mastella, al quale aderì anche il CDU di Rocco Buttiglione, sostenitore della premiership di Massimo D'Alema, che ottenne la fiducia. In un secondo momento, però, il CDU tornerà nella coalizione di centrodestra.
Romano Prodi fu quindi, temporaneamente allontanato dalla politica italiana, sostenendolo come candidato alla Commissione Europea.

#### Riforme della giustizia
L'avvocato Giovanni Maria Flick, che fu Ministro di grazia e giustizia del Governo Prodi I, prima delle elezioni del 1996 si era occupato di scrivere il programma dell'Ulivo sulla giustizia, i cui punti principali prevedevano:
- Norme per sveltire i processi e renderli più efficienti.
- Norme anticorruzione per rafforzare la lotta a fenomeni come quello di Tangentopoli.
- Norme per riequilibrare il potere di accusa e di difesa e renderle totalmente indipendenti dal potere politico.
- Pene più severe per corrotti, corruttori e concussioni, ricondotti ad una stessa tipologia di reato. Incentivi per chi si pente e collabora, per rompere il patto criminoso di omertà tra chi ha pagato e chi è stato pagato con le tangenti. Responsabilità penale della persona giuridica, ad esempio per i reati connessi alla politica di impresa.

All'epoca alcuni magistrati si mostrarono scettici sul fatto che tale programma sarebbe stato seguito dall'Ulivo, e prospettarono che invece sarebbero state varate riforme volte a minare l'indipendenza della magistratura e ad affossare le iniziative giudiziarie sulla corruzione.
Piercamillo Davigo: «I progressisti ci distruggeranno e lo faranno con più astuzia di quelli del centrodestra: senza farsene accorgere, senza strillare, e questa volta senza nemmeno incontrare ostacoli dall'altra parte. Saranno tutti d'accordo, quando si tratterà di disarmarci».
Marcello Maddalena: «Sarà la sinistra a normalizzarci, e d'altra parte è sempre stato così: facile stare dalla parte dei magistrati quando si è all'opposizione. Ma basta che un partito si avvicini all'area di governo, e automaticamente vede i poteri di controllo indipendenti – dalla magistratura alla stampa – come una minaccia. È un processo che è già iniziato con il governo Dini».
Tra le proposte di riforma, quelle che vennero approvate passarono con maggioranze del 90-95%, dovute ad accordi con l'allora opposizione.

### Nuovo Ulivo
Il 13 maggio 2001, mentre Romano Prodi è impegnato a Bruxelles con la presidenza della Commissione europea, la coalizione dell'Ulivo vede in Francesco Rutelli il possibile premier che possa portare avanti i progetti avviati nel quinquennio uscente. La coalizione si presenta all'appuntamento elettorale formata dagli stessi partiti di cinque anni prima, con l'aggiunta dell'UDEUR di Clemente Mastella (nato sulla scia della vecchia UDR ormai disciolta), che partecipa al progetto politico della Margherita, guidato dal candidato premier. Rimane fuori Rifondazione Comunista, che presenta i suoi candidati autonomamente.
L'Ulivo non regge il confronto con il centrodestra di Silvio Berlusconi e perde le elezioni. Tra le cause della sconfitta:
- Il mancato raccoglimento in un fronte unito e compatto, di tutte le forze in contrasto con il comune antagonista, che porterà alla sconfitta in diversi collegi in bilico. In queste elezioni corrono da soli Italia dei Valori di Antonio Di Pietro (in contrasto con le riforme giudiziarie approvate dall'Ulivo), Rifondazione Comunista (a parte la cosiddetta non belligeranza nei collegi uninominali della Camera) e qualche altro parlamentare uscente dai partiti della coalizione;
- L'incapacità di comunicare i risultati del suo operato, giudicati dal centro-sinistra positivi per il paese. La coalizione, infatti, è apparsa, in una seconda parte della legislatura, in diversi momenti ferma, poco reattiva, piuttosto timorosa riguardo alle proprie azioni, facilmente ritenute deboli, poco sostenute di fronte all'opinione pubblica;
- Differente dalla forza e originalità propagandista dell'avversario vittorioso. Berlusconi infatti ha utilizzato una nave da crociera girando l'Italia, oltre che aerei che lo reclamizzavano. Ha fatto inviare opuscoli alle famiglie italiane e ha disposto un formale e rituale pubblico giuramento in diretta televisiva, il cosiddetto "contratto con gli italiani". Sono stati affissi, infine, innumerevoli manifesti e sono stati trasmessi vari spot televisivi.

Gli anni della XIV legislatura sono stati caratterizzati dal ruolo di opposizione ai governi di Silvio Berlusconi e, dal punto di vista interno, anni di fervente riorganizzazione e riavvicinamento con le forze del centrosinstra rimaste fuori dalla coalizione Ulivista. Infatti, i partiti dell'Ulivo puntarono a consolidare le proprie strutture e a semplificare il quadro politico complessivo: lo fecero i Democratici di Sinistra, che celebrarono un congresso straordinario per rilanciare l'azione del partito; lo fecero i partiti dell'area di centro che si riunirono in un soggetto unitario, La Margherita. Come opposizione al Governo Berlusconi, inoltre, la coalizione riaprì un dialogo con soggetti che precedentemente erano rimasti fuori, in primis Rifondazione Comunista e Italia dei Valori, che stipularono un patto con i partiti riuniti nell'Ulivo per far nascere forme di collaborazione nel contesto delle amministrazioni locali ed anche nelle istituzioni nazionali.
Durante questi anni da opposizione, l'Ulivo (ed il centrosinistra in genere), sin dagli appuntamenti elettorali successivi al 2001, comincia a recuperare consensi soprattutto alle elezioni amministrative del 2002, 2003 e 2004.

### Lista Uniti nell'Ulivo
In vista delle elezioni europee del 2004, Romano Prodi, che si apprestava ormai a divenire nuovamente leader del centro-sinistra, propose alle forze dell'Ulivo di presentarsi congiuntamente in una lista unitaria. Accolsero l'appello i Democratici di Sinistra, la Margherita, i Socialisti Democratici Italiani e il Movimento Repubblicani Europei (non vi aderirono invece i Verdi e i Comunisti Italiani). Fu così che l'Ulivo da coalizione si trasformò in una federazione di partiti. Parallelamente, lo schieramento di centro-sinistra assunse prima la denominazione di Grande Alleanza Democratica e successivamente l'Unione.

### Elezioni politiche del 2006
Dall'autunno-inverno del 2005 si delinea la "nuova identità" dell'Ulivo, che si materializza come accordo-base (proiettato alla nascita di un partito unitario) fra i due maggiori partiti dell'Unione, i DS e la Margherita, con la partecipazione di movimenti e forze e di culture che si richiamano al riformismo, alla tradizione socialdemocratica, cristiano-sociale, repubblicana, liberaldemocratica.
In conformità con le decisioni e gli accordi stipulati qualche mese prima, l'Ulivo è presente sulla scena politica delle elezioni 2006 nella competizione per la Camera dei deputati, dove viene presentata la lista unitaria in tutte le circoscrizioni.
Le elezioni si risolvono con una vittoria dell'Unione, ma soltanto per poche decine di migliaia di voti: alla Camera, il centrosinistra, con un vantaggio di 24 000 voti, ottiene il premio di maggioranza che assicura stabilità parlamentare; al Senato, la coalizione guidata da Prodi prevale per soli due seggi (determinanti i voti ottenuti nella circoscrizione Estero), pur avendo preso complessivamente meno voti della Casa delle Libertà.
L'Ulivo si conferma come la lista più votata, ottiene quasi 12 milioni di voti con una percentuale del 31,3. I risultati elettorali, e il fatto che il simbolo dell'Ulivo abbia raccolto più voti della sommatoria Ds-Margherita, pone come tema centrale la costituzione del grande partito unitario, il Partito Democratico, tant'è che a livello parlamentare si assume la decisione di costituire gruppi unitari nel nome dell'Ulivo. Alla Camera, l'Ulivo ottiene 218 deputati: ai 220 ottenuti dalla lista unitaria, se ne aggiungono cinque ottenuti all'estero sotto il simbolo dell'Unione; quattro sono detratti a favore dell'Udeur e tre a favore dell'Italia dei Valori, a titolo di diritto di tribuna qualora le due formazioni non avessero superato gli sbarramenti previsti. Al Senato, l'Ulivo ottiene 107 parlamentari: 62 eletti nei DS, 39 nella Margherita, 1 nell'Ulivo (Molise), 4 all'estero sotto il simbolo dell'Unione, 2 attraverso candidature comuni con la SVP; un deputato è invece devoluto all'Italia dei Valori. I capigruppo sono Dario Franceschini alla Camera e Anna Finocchiaro al Senato.
All'indomani delle elezioni politiche, si svolgono le elezioni del nuovo presidente della Repubblica, che portano al Quirinale Giorgio Napolitano. Il nuovo Capo dello Stato, il 17 maggio 2006, affida a Prodi l'incarico di formare il nuovo governo. Tra l'altro, per una singolarità degli eventi, Prodi aveva ricevuto il medesimo incarico esattamente dieci anni prima (il 17 maggio 1996).

### Dall'Ulivo al Partito Democratico
Romano Prodi, appena re-insediatosi come capo del Governo, conferma l'obiettivo di portare a compimento il grande progetto del "Partito Democratico", fondato sull'esperienza dell'Ulivo, nel quale far confluire DS, DL e movimenti portatori di altre culture. Visti i nuovi obiettivi (la costituzione di un partito unico), viene archiviata l'iniziativa della Federazione che, pur avendo previsto di riunirsi all'indomani delle elezioni politiche, finisce definitivamente in soffitta.
Il 17 luglio 2006 si svolgono le assemblee nazionali di DS e DL che danno un indirizzo favorevole alla costruzione del soggetto unitario. Ma il sigillo ufficiale all'iniziativa è rimandato ai congressi nazionali che i due partiti tengono nell'aprile 2007: la Margherita presenta un'unica linea - sostenuta dal suo presidente Rutelli insieme all'area ulivista - di avviare la fase costituente del PD; i DS, invece, svolgono un congresso a mozioni dove, accanto alla mozione (che ottiene il 75% dei consensi) del segretario Fassino protesa e spedita verso il PD, si contrappongono altre due mozioni, l'una contraria, l'altra scettica.
- Da una parte c'è l'area del cosiddetto correntone della sinistra DS, guidato dal ministro Fabio Mussi, che, per il congresso nazionale del partito, ha presentato una mozione distinta da quella del segretario Fassino, denominata "A Sinistra. Per il socialismo europeo". La mozione Mussi è contraria ad una deriva moderata del partito e a qualsiasi allontanamento (anche solo formale) dal Partito del Socialismo Europeo, il cui legame anzi è giudicato troppo debole. Si propone piuttosto la nascita di una grande forza socialista di sinistra e non di un progetto riformista-democratico di centrosinistra. Tra gli altri firmatari, ci sono Cesare Salvi, Fulvia Bandoli, Valdo Spini, Paolo Nerozzi, Paolo Brutti, Olga D'Antona;
- Favorevole alla nascita di un nuovo partito, ma non esattamente del Partito Democratico, è invece la corrente guidata da Gavino Angius e Mauro Zani, che ha presentato la mozione "Per un partito nuovo. Democratico e Socialista".

Il 5 maggio 2007, le aree diessine che si rifanno alla mozione Mussi e a parte della mozione Angius, contrarie alla nascita del PD, danno vita ad un nuovo movimento, denominato Sinistra Democratica che si pone l'obiettivo di unificare la sinistra nel nome del socialismo europeo.
Il percorso del PD (che in questa fase costituente assume il nome di L'Ulivo-Partito Democratico e mantiene lo storico simbolo ulivista) intanto prosegue con la predisposizione delle regole per l'elezione dell'Assemblea Costituente, attraverso il metodo delle primarie, in programma per il 14 ottobre 2007, data di nascita ufficiale del nuovo partito. A tale scopo viene costituito un "Comitato 14 ottobre", composto da 45 rappresentanti politici e della società civile.
Con le Primarie del Partito Democratico del 14 ottobre 2007 l'esperienza politica dell'Ulivo ha una battuta di arresto che diviene definitiva in seguito alla decisione del Partito Democratico di presentarsi solo con l'Italia dei Valori alle elezioni politiche del 2008.

## Leader
- Romano Prodi (1995–1998, 2004–2007)
- Massimo D'Alema (1998–2000)
- Francesco Rutelli (2000–2004)

## Risultati elettorali
| Elezione       | Elezione             | Voti       | %    | Seggi     | Note |
| -------------- | -------------------- | ---------- | ---- | --------- | ---- |
| Politiche 1996 | Maggioritario Camera | 15.747.455 | 42,2 | 247 / 475 | (1)  |
| Politiche 1996 | Senato               | 13.013.275 | 39,9 | 152 / 315 |      |
| Politiche 2001 | Maggioritario Camera | 16.288.228 | 43,7 | 189 / 475 | (2)  |
| Politiche 2001 | Senato               | 13.106.860 | 38,7 | 125 / 315 |      |
| Politiche 2006 | Camera               | 11.930.983 | 31,3 | 220 / 630 |      |
| Politiche 2006 | Senato               | -          | -    | 107 / 315 | (3)  |

- (1) Compresi i 14 deputati eletti su liste comuni L'Ulivo-Lega Autonomia Veneta, i 4 deputati eletti su liste comuni L'Ulivo-Partito Sardo d'Azione e Ciriaco de Mita, eletto nella lista Democrazia e Libertà senza l'appoggio del PRC. Al netto di questi: 228 deputati eletti.
- (2) Compresi i 5 deputati eletti su liste comuni Südtiroler Volkspartei-L'Ulivo e il deputato eletto su lista comune L'Ulivo-Con Illy per Trieste. Al netto di questi: 183 deputati eletti.
- (3) Somma degli eletti nelle liste dei Democratici di Sinistra e di Democrazia è Libertà - La Margherita presentatesi autonomamente, nella lista dell'Ulivo in Molise, nella lista l'Unione-SVP in Trentino-Alto Adige (non afferenti al partito sudtirolese) e nella lista L'Unione nella ripartizione estero.